# Rosenpyrola
Rosenpyrola (Pyrola asarifolia) art i familjen ljungväxter.